# 천마 (미사일)
천마(天馬, 영어: K-SAM Pegasus)는 대한민국 육군의 방공 부대에서 운용중인 단거리 지대공 미사일로 제식 명칭은 K-31이다. 프랑스와의 기술협력을 통하여 발사시스템은 R.440 크로탈을 수입 후 개량하여 사용하였으나, 발사되는 미사일은 자체 개발하였으며 미사일 형상은 크로탈과 다르다.
궤도식 차체에 사거리 9km의 단거리 지대공 미사일 8발과 탐지(20km), 추적(16km) 레이더를 탑재했다. 개발은 국방과학연구소와 구 대우중공업(현 현대두산인프라코어), 삼성 탈레스 등이 협력하여 1987년부터 1997년까지 개발을 완료하고, 1999년부터 한화디펜스에서 양산했다. 대공능력 외에도 전자전 대응능력, 화생방 보호능력 등이 있다. 9km 반경에 대한 대공 방어가 가능하므로 전선의 이동 상황에 맞추어 지정된 거점으로 선 이동 하는 방식으로 지상부대에 대한 직접 지원이 가능하다.

## 크로탈 NG
대한민국 육군은 48대의 크로 VT-1 미사일을 사용한다. 속도 마하 3.5, 기동성 35G, 사거리 15 km, 탄두중량 13 kg, 8m 근접신관, 고도 6 km. 이 시스템은 S 밴드 펄스 도플러 레이다(20 km), Ku 밴드 TWT 추적 레이다(30 km),), 광학 카메라(15 km), 적외선 추적기를 탑재한다. 최대속도인 마하 2.3에 도달하여 추적아간다. 종말유도는 적외선 근접신관이다. 탐지레이다와 화력통제레이다의 사거리는 20km이다. TV 링크의 사거리는 15km이다. TV 유도 시스템은 일반 카메라와 적외선 카메라를 사용한다. 시스템은 8발의 미사일을 동시에 유도할 수 있다. 유도 레이다는 마하 2 이상의 전투기스템은 다른 시스템에서 수집된 광학 영상 이미지 등 정찰 데이터를 사용할 수 있다.

## 문제점
대당 170억원으로 외국 경쟁모델 270억원 보다 100억원 싸지만, 고가의 장비여서 군단과 방공부대에만 배치됐다.
2013년 가상 표적기 생산 업체가 부도났다. 그래서 2016년까지 3년째 단 한발도 천마 미사일 시험발사를 하지 않았다.
2019년 10월 9일, 국정감사에서 김진표 더불어민주당 의원이 대당 170억원에 달하는 대공무기 ‘천마’는 프로그램으로 286 컴퓨터의 도스를 사용하고 있으며, 1999년 수도방위사령부에 배치된 이후 한번도 성능개량을 하지 않았다고 문제점을 지적했다. 박한기 합참의장은 반드시 도스 문제를 시정하겠다고 답변했다.

## 제원
- 차량 : K200 장갑차
- 무게 : 약 26톤

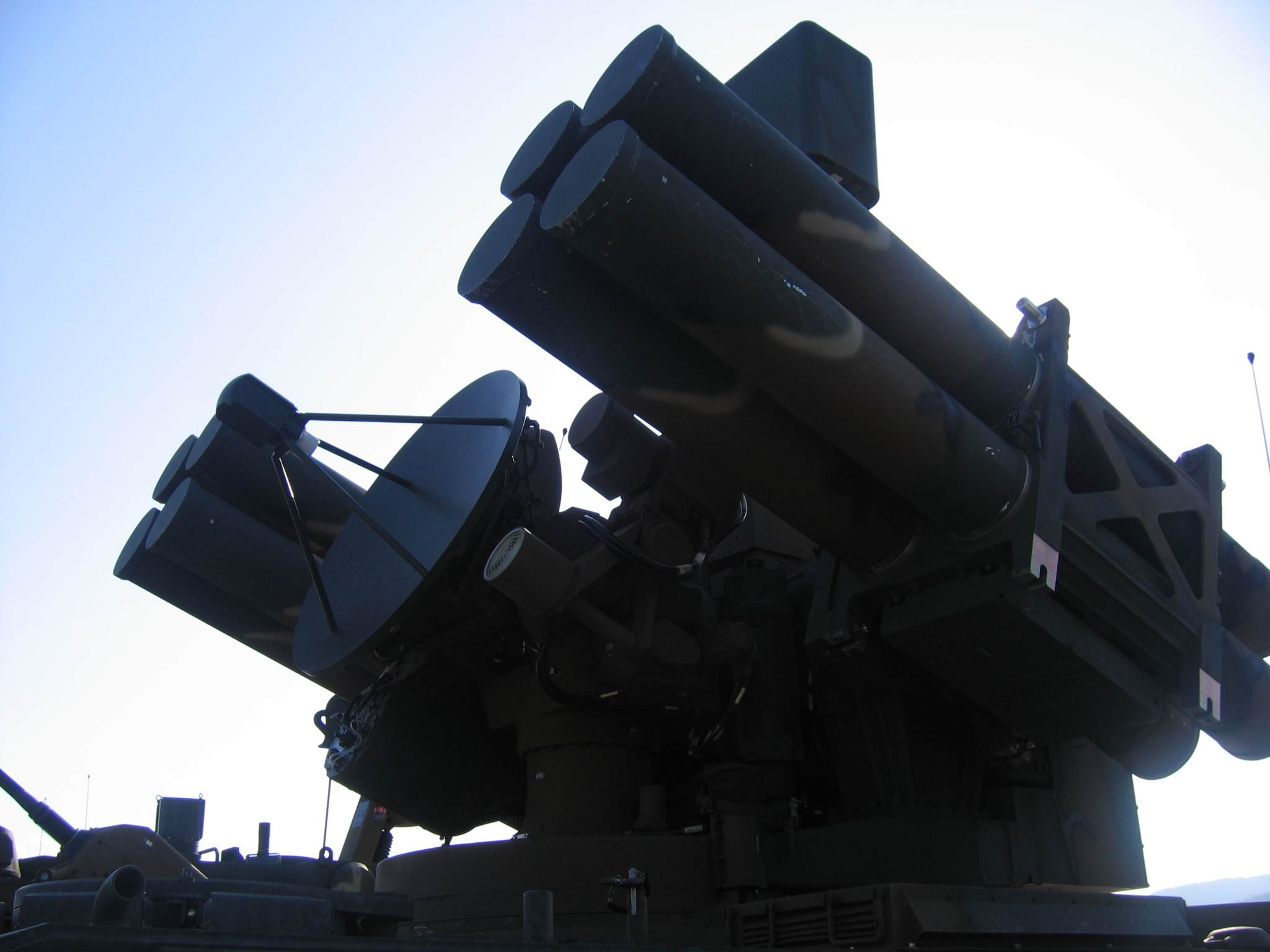
천마의 미사일 탑재 부분

- 탐지 거리 : 거리 20 km, 고도 5 km
- 추적 거리 : 거리 16 km, 고도 5 km
- 사거리: 9 km
- 고도 : 5 km
- 미사일 최고 속도 : 마하 2.6
- 미사일 탑재수: 8기

## 같이 보기
- 비호복합
- 천마 탄도 미사일